# Lüneburger SK Hansa
Lüneburger SK Hansa is een Duitse voetbalclub uit Lüneburg in de deelstaat Nedersaksen. De huidige club ontstond in 2008 door een fusie tussen Lüneburger SK en Lüneburger SV.

## Geschiedenis
In 1905/06 speelde er al een FC Hansa Lüneburg in het kampioenschap van Harburg-Lüneburg, maar deze club heeft niets te maken met de huidige club, na één seizoen sloot de club zich aan bij Favorit 03 dat hierop de naam SV Eintracht 03 Lüneburg aannam.
Lüneburger SK werd opgericht in 1901 en speelde van 1905 tot 1918 in de hoogst mogelijke klasse. In 1927/28 en 1951/52 speelde de club opnieuw in de hoogste klasse, maar daarna zakte de club weg naar de lagere reeksen. Door financiële problemen fusioneerde de club in 2008 met Lünebuger SV, dat een minder rijke geschiedenis had.
De fusieclub heette aanvankelijk FC Hansa Lüneburg maar op 1 juni 2011 werd de naam gewijzigd in Lüneburger SK Hansa. In 2014 promoveerde de club naar de Regionalliga Nord.

## Eindklasseringen
| Seizoen | Competitie                 | Niveau | Eindstand | DFB Pokal | Opmerking                                        |
| ------- | -------------------------- | ------ | --------- | --------- | ------------------------------------------------ |
| 2008/09 | Oberliga Niedersachsen Ost | V      | 4         | 1e ronde  | < VfB Stuttgart 0-5                              |
| 2009/10 | Oberliga Niedersachsen Ost | V      | 7         | --        | Geplaatst voor de eenklassige Oberliga           |
| 2010/11 | Oberliga Niedersachsen     | V      | 13        | --        |                                                  |
| 2011/12 | Oberliga Niedersachsen     | V      | 11        | --        |                                                  |
| 2012/13 | Oberliga Niedersachsen     | V      | 3         | --        |                                                  |
| 2013/14 | Oberliga Niedersachsen     | V      | 1         | --        |                                                  |
| 2014/15 | Regionalliga Nord          | IV     | 12        | --        |                                                  |
| 2015/16 | Regionalliga Nord          | IV     | 13        | --        |                                                  |
| 2016/17 | Regionalliga Nord          | IV     | 13        | --        | Finalist Niedersachsenpokal > VfL Osnabrück: 0-1 |
| 2017/18 | Regionalliga Nord          | IV     | 10        | 1e ronde  | < 1. FSV Mainz 05: 1-3                           |
| 2018/19 | Regionalliga Nord          | IV     | 15        | --        | play-out > Eintracht Northeim: 1-0 / 2-0         |
| 2019/20 | Regionalliga Nord          | IV     | 11        | --        | competitie afgebroken i.v.m. coronapandemie      |
| 2020/21 | Regionalliga Nord          | IV     | 8         | --        | competitie afgebroken i.v.m. coronapandemie      |
| 2021/22 | Regionalliga Nord          | IV     | 17        | --        | 8e Groep Zuid                                    |
| 2022/23 | Oberliga Niedersachsen     | V      | 16        | --        |                                                  |
| 2023/24 | Landesliga Lüneburg        | VI     | 2         | --        | Ligatopscorer: Mert Akkus (33)                   |
| 2024/25 | Landesliga Lüneburg        | VI     | 1         | --        | Ligatopscorer: Malte Meyer (39)                  |
| 2025/26 | Oberliga Niedersachsen     | V      | .         | --        |                                                  |